# Alejszki járás
Az Alejszki járás (oroszul Алейский район) Oroszország egyik járása az Altaji határterületen. Székhelye Alejszk.

Az Alejszki járás az Altaji határterületen

## Népesség
- 1989-ben 21 540 lakosa volt.
- 2002-ben 20 474 lakosa volt, melyből 18 230 orosz, 1 511 német, 321 ukrán, 80 örmény, 53 fehérorosz, 30 koreai, 27 mordvin, 24 csuvas stb.
- 2010-ben 16 801 lakosa volt.